# Eumyias hyacinthinus
Papa-moscas-jacintino ou papa-moscas-azul-de-timor (Eumyias hyacinthinus) é uma espécie de ave da família Muscicapidae.
Pode ser encontrada nos seguintes países: Indonésia e Timor-Leste.
Os seus habitats naturais são: florestas subtropicais ou tropicais húmidas de baixa altitude e regiões subtropicais ou tropicais húmidas de alta altitude.